# Meester van de Getty Froissart

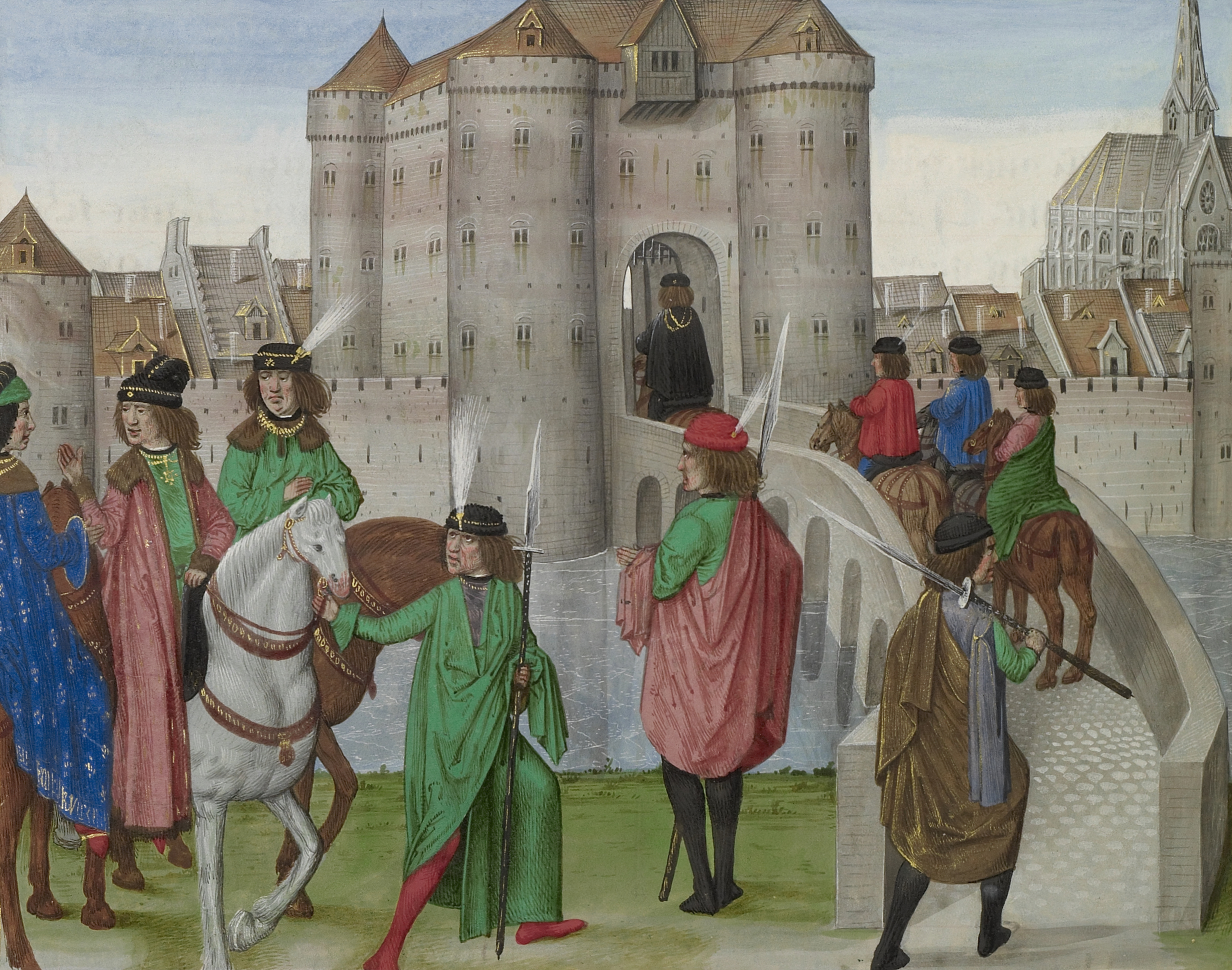
De hertogen van Berry en Bourgondië verlaten Parijs voor een ontmoeting met de hertog van Bretagne.

De Meester van de Getty Froissart is de noodnaam van een Vlaams miniaturist die werkzaam was in Brugge tussen 1475 een 1485. Hij kreeg zijn naam naar het exemplaar van de Kroniek van Froissart die hij verluchtte en die nu wordt bewaard in het J. Paul Getty Museum in Los Angeles.

## Biografische elementen
Hij kreeg zijn noodnaam in 2003 van de Amerikaanse kunsthistoricus Scott McKendrick op basis van 20 grote miniaturen die hij schilderde in een kopie van de Kroniek van Froissart die waarschijnlijk gemaakt werd in opdracht van Eduard IV van Engeland. Zijn werk werd afgesplitst van het oeuvre van de Meester met de witte inscripties, met wie hij tot dan toe vereenzelvigd was. Hij was gevestigd in Brugge en werkte er met verscheidene meesters samen aan de verluchting van handschriften voor de Engelse koning en voor Lodewijk van Gruuthuse. Naast de Meester met de witte inscripties werkte hij samen met de Meester van de Londense Wavrin, de Meester van Edward IV, de Meester van de spraakzame handen en Philippe de Mazerolles. Zijn werk werd bovendien beïnvloed door de Meester van Antoon van Bourgondië en door de Meester van het gebedenboek van Dresden.
Alle handschriften waar de meester aan meewerkte zijn seculiere boeken, meestal met een historisch onderwerp. Deze meester speelde een grote rol in de revitalisatie van de illustratie van seculiere werken in Vlaanderen omstreeks 1480.

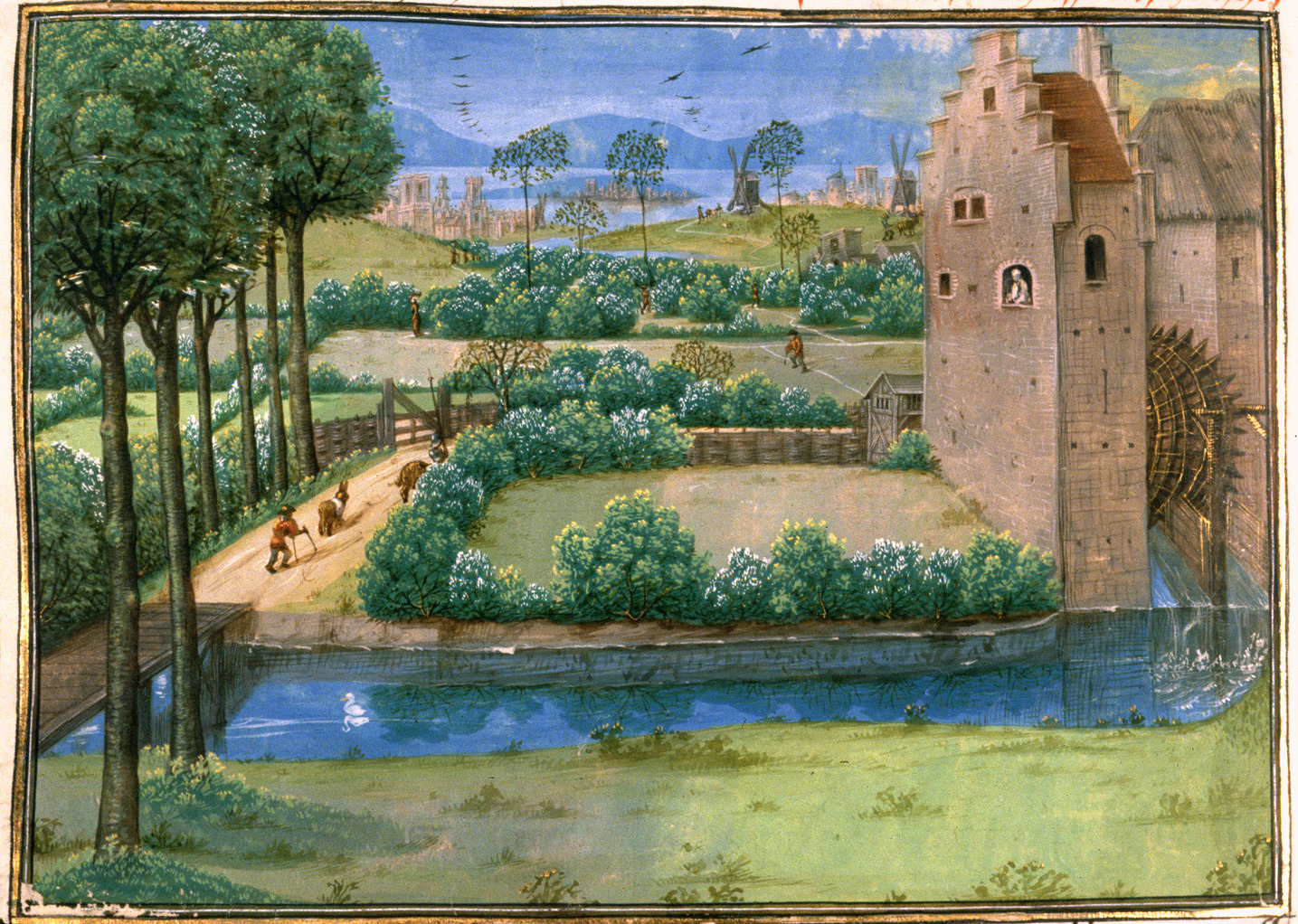
Landschap met een watermolen.

## Stijlkenmerken
Typisch voor deze meester zijn de subtiele behandeling van het licht, de ruimte en de kleur. Interieurscènes, hoewel geplaatst binnen grijze stenen muren zoals bij de Meester van de witte inscripties, hebben een subtiele lichtinval en de meester is zeer nauwlettend in de ruimtelijk schikking van de figuren. Zijn landschappen tonen de belangstelling van de meester voor de weergave van de grote open ruimte maar ook in de dramatische plaatsing van een bepaald onderwerp. Zijn beweeglijke personages worden met een zekere hand getekend. Hij gebruikt ook een veel breder palet dan de Meester met de witte inscripties en de details in kleding en bekleding zijn goed uitgewerkt.

## Toegeschreven werken
Hierbij een (onvolledige) lijst van aan de meester toegeschreven werken.
- Trésor des histoires, tussen 1475 en 1480, in samenwerking met de Meester van de Londense Wavrin en een volger van Loyset Liédet, British Library, Londen, Cotton, Augustus A V
- Kroniek van Froissart boek 3, in samenwerking met de Meester van de Soane Josephus, de Meester van Edward IV, de Meester van de Londense Wavrin en de Meester van de Kopenhaagse Caesar, ca.1480, J. Paul Getty Museum, Los Angeles, Ms.Ludwig XIII 7
- Kroniek van Froissart boek 4, in samenwerking met de Meester van de spraakzame handen en Philippe de Mazerolles, British Library, Royal 18 E II
- Des Cas des nobles hommes et femmes van Giovanni Boccaccio in een Franse vertaling door Laurent de Premierfait bestemd voor Édward IV, In samenwerking met de meester van de witte inscripties (?), ca 1480, British Library, Royal Ms. 14 E. V
- Fleur des histoires van Jean Mansel, in samenwerking met de Meester van de witte inscripties, Walters Art Museum, Baltimore, W.305
- Fleur des histoires van Jean Mansel, 2 volumes, in samenwerking met de Meester van de Soane Josephus, Philippe de Mazerolles, de Meester van de kroniek van Engeland en de meester van de spraakzame handen, Det Kongelige Bibliotek, Kopenhagen, Acc.2008/74 en Ms.Thott 568 2°